# Ossido di erbio
L'ossido di erbio è un composto dell'erbio con l'ossigeno di formula Er2O3. Si presenta come un solido dal colore rosa; la sua struttura cristallina è cubica a corpo centrato. Viene comunemente utilizzato come colorante nelle lenti degli occhiali da sole, e come drogante all'interno delle fibre ottiche per realizzare degli amplificatori ottici. Venne parzialmente isolato per la prima volta da Carl Gustav Mosander nel 1843, e venne sintetizzato per la prima volta nel 1905 da Georges Urbain e Charles James.
Ha un colore rosa e una struttura cristallina cubica. In determinate condizioni può anche avere una forma esagonale. È tossico se inalato, assunto per via orale o iniettato nel flusso sanguigno in grandi quantità. Non è stato determinato l'effetto degli ossidi di erbio a basse concentrazioni sull'uomo per lunghi periodi di tempo.

## Reazioni
L'erbio metallico si appanna lentamente nell'aria. L'erbio brucia rapidamente per formare ossido di erbio(III):
{\displaystyle {\ce {4 Er + 3 O2 -> 2 Er2O3}}}
L'ossido di erbio è insolubile in acqua e solubile in acidi minerali. Er2O3 assorbe rapidamente umidità e anidride carbonica dall'atmosfera. Può reagire con acidi per formare i corrispondenti sali di erbio(III). Ad esempio, con acido cloridrico, l'ossido segue la reazione:
{\displaystyle {\ce {Er2O3 + 6 HCl -> 2 ErCl3 + 3 H2O}}}
per formare cloruro di erbio.

## Proprietà
Una proprietà interessante degli ossidi di erbio è la loro capacità di convertire i fotoni. L'upconversione del fotone ha luogo quando la radiazione infrarossa o visibile (ovvero a bassa energia) viene convertita in radiazione ultravioletta o violetta a luce di energia superiore tramite trasferimento multiplo o assorbimento di energia. Le nanoparticelle di ossido di erbio possiedono anche fotoluminescenza. Le nanoparticelle di ossido di erbio possono essere formate applicando ultrasuoni (20 kHz, 29 W·cm−2) in presenza di nanotubi di carbonio a parete multipla. Le nanoparticelle di ossido di erbio che sono state prodotte con successo impiegando ultrasuoni sono carbossossido di erbio e ossido di erbio con geometria esagonale e sferica. Ogni ossido di erbio formato ad ultrasuoni ha fotoluminescenza nella regione visibile dello spettro elettromagnetico sotto eccitazione di 379 nm in acqua. La fotoluminescenza di ossido di erbio esagonale è di lunga durata e consente transizioni di energia più elevate (4S3/2 - 4I15/2). L'ossido sferico di erbio non subisce transizioni energetiche 4S3/2 - 4I15/2.

## Usi
Le applicazioni di Er2O3 sono molteplici a causa delle loro proprietà elettriche, ottiche e di fotoluminescenza. I materiali in nanoscala drogati con Er3+ sono di grande interesse perché hanno proprietà ottiche ed elettriche dipendenti dalla dimensione delle particelle. I materiali di nanoparticelle drogati con ossido di erbio possono essere dispersi in vetro o plastica per dispositivi visivi, come monitor. La spettroscopia delle transizioni elettroniche Er3+ nei reticoli dei cristalli ospiti di nanoparticelle combinata con geometrie a ultrasuoni in soluzione acquosa di nanotubi di carbonio è di grande interesse per la sintesi di nanoparticelle di fotoluminescenza in chimica "verde". L'ossido di erbio è tra i più importanti metalli delle terre rare utilizzati nella biomedicina. La proprietà fotoluminescente delle nanoparticelle di ossido di erbio sui nanotubi di carbonio le rende utili in applicazioni biomediche.. Ad esempio, le nanoparticelle di ossido di erbio possono essere modificate in superficie per la distribuzione in mezzi acquosi e non acquosi per la bioimmagine. Gli ossidi di erbio sono anche usati come dielettrici di frontiera nei dispositivi a semiconduttore poiché hanno un'alta costante dielettrica (10-14) e un ampio gap di banda. L'erbio è talvolta usato come colorante per gli occhiali  e l'ossido di erbio può anche essere usato come veleno neutronico infiammabile per il combustibile nucleare.